# برای من+تو
برای من+تو (به انگلیسی: ForMe+You) دومین میکس‌تیپ از خواننده-ترانه‌نویس اهل ایالات متحده آمریکا آستین ماهون است. این میکس‌تیپ در ۳۰ دسامبر ۲۰۱۶ توسط بی‌ام‌جی رایتز منیج‌منت منتشر شد. میکس‌تیپ شامل حضور هنرمندان مهمان جوسی جی، پیت‌بول و تو چینز است.